# Im falschen Leben (Film)
Im falschen Leben ist ein deutsches Filmdrama von Christiane Balthasar aus dem Jahr 2011. Der Fernsehfilm wurde am 16. November 2011 im Programm Das Erste erstmals ausgestrahlt.

## Handlung
Marie Siebrecht ist vor genau einem Jahr Mutter einer Tochter geworden. Nun will sie so langsam wieder ins Berufsleben einsteigen, dafür soll ihr Mann Holger in seiner Elternzeit für zwei Monate auf ihre gemeinsame Tochter Nora aufpassen. Als sie vom Jugendamt erfahren, dass ihr Kind in der Klinik vertauscht wurde, bricht für das Ehepaar Siebrecht eine Welt zusammen. Sie haben die Kleine so sehr lieb gewonnen, dass sie es nur höchst ungern wieder weggeben wollen. Die leibliche Mutter ihres Kindes ist eine alleinerziehende BWL-Studentin Sandra Köpke.
Nach mehreren Treffen vereinbaren sie, die Kinder nach ihrem Geburtstag zu tauschen, Marie schlägt sogar vor, ihr Kind zu adoptieren. Am vereinbarten Tag jedoch bleibt die Studentin Sandra mit dem Kind fern und geht zu ihren Eltern. Unter Tränen entschuldigt sich Marie. Der Tausch der Kinder wird vollzogen und die leiblichen Kinder und ihre Eltern haben sich nun endgültig.

## Hintergrund
Im falschen Leben wurde vom 9. November 2010 bis zum 15. Dezember 2010 in Leipzig und Umgebung gedreht. Produziert wurde der Film von der teamWorx Television & Film GmbH und der UFA Fiction.

## Kritik
Die Kritiker der Fernsehzeitschrift TV Spielfilm zeigten mit dem Daumen nach oben und vergaben für Anspruch zwei und für Spannung einen von drei möglichen Punkten. Sie urteilten „Die widerstreitenden Gefühle werden ernsthaft ausgelotet. Mitunter quält es fast, dabei zuzuschauen.“ und resümierten: „Sensibel erzählt, mit Feingefühl gespielt“.